# 288. strelska divizija (ZSSR)
288. strelska divizija (izvirno rusko 288. стрелковая дивизия; kratica 288. SD) je bila strelska divizija Rdeče armade v času druge svetovne vojne.

## Zgodovina
Divizija je bila ustanovljena julija 1941.